# Němčice (ort i Tjeckien, Södra Mähren)
Němčice är en ort i Tjeckien.   Den ligger i regionen Södra Mähren, i den östra delen av landet, 180 km öster om huvudstaden Prag. Němčice ligger 611 meter över havet och antalet invånare är 433.
Terrängen runt Němčice är platt åt sydost, men åt nordväst är den kuperad. Runt Němčice är det ganska tätbefolkat, med 124 invånare per kvadratkilometer. Närmaste större samhälle är Boskovice, 5,8 km nordväst om Němčice. I omgivningarna runt Němčice växer i huvudsak blandskog.